# Mistrovství Evropy ve fotbale žen 1984
Mistrovství Evropy ve fotbale žen 1984 bylo prvním ročníkem tohoto turnaje. Vítězem se stala švédská ženská fotbalová reprezentace.

## Kvalifikace
Hlavní článek: Kvalifikace na Mistrovství Evropy ve fotbale žen 1984
Celkem 16 týmů bylo rozlosováno do čtyř skupin po čtyřech týmech. Ve skupinách se utkal každý s každým dvoukolově (doma a venku). Vítězové jednotlivých skupin postoupili na závěrečný turnaj, který se hrál vyřazovacím systémem doma a venku.

## Semifinále
| 8. dubna 1984 |     |        |                                                                                   |
| Anglie        | 2:1 | Dánsko | Gresty Road, Crewe diváci: 1 000 rozhodčí: Kevin O'Sullivan (Republic of Ireland) |
|               |     |        | Gresty Road, Crewe diváci: 1 000 rozhodčí: Kevin O'Sullivan (Republic of Ireland) |

| 28. dubna 1984 |     |        |                                                              |
| Dánsko         | 0:1 | Anglie | Hjørring Stadium, Hjørring diváci: 1 462 rozhodčí: Kai Natri |
|                |     |        | Hjørring Stadium, Hjørring diváci: 1 462 rozhodčí: Kai Natri |

 Anglie zvítězila celkovým skóre 3:1 a postoupila do finále.
| 8. dubna 1984 |     |         |                                                                            |
| Itálie        | 2:3 | Švédsko | Stadio Flaminio, Řím diváci: 5 000 rozhodčí: Werner Föckler (West Germany) |
|               |     |         | Stadio Flaminio, Řím diváci: 5 000 rozhodčí: Werner Föckler (West Germany) |

| 28. dubna 1984 |     |        |                                                                        |
| Švédsko        | 2:1 | Itálie | Folkungavallen, Linköping diváci: 5 162 rozhodčí: Rolf Haugen (Norway) |
|                |     |        | Folkungavallen, Linköping diváci: 5 162 rozhodčí: Rolf Haugen (Norway) |

 Švédsko zvítězilo celkovým skóre 5:3 a postoupilo do finále.

## Finále
| 21. května 1984 |     |        |                                                                    |
| Švédsko         | 1:0 | Anglie | Ullevi, Göteborg diváci: 5 662 rozhodčí: Cees Bakker (Netherlands) |
|                 |     |        | Ullevi, Göteborg diváci: 5 662 rozhodčí: Cees Bakker (Netherlands) |

| 27. května 1984 |                |         |                                                                  |
| Anglie          | 1:0 3:4 (pen.) | Švédsko | Kenilworth Road, Luton diváci: 2 565 rozhodčí: I Goris (Belgium) |
|                 |                |         | Kenilworth Road, Luton diváci: 2 565 rozhodčí: I Goris (Belgium) |

Celkové skóre dvojzápasu bylo 1:1,  Švédsko se stalo mistrem Evropy po vítězství 4:3 v penaltovém rozstřelu.